# Pyhäjärvi (sjö i Finland, Lappland, lat 67,34, long 28,79)
Pyhäjärvi är en sjö i Finland. Den ligger i kommunen Savukoski i landskapet Lappland, i den norra delen av landet, 800 km norr om huvudstaden Helsingfors. Pyhäjärvi ligger 267,9 meter över havet. Arean är 75,1 hektar och strandlinjen är 3,91 kilometer lång. Sjön  ingår i Kemi älvs huvudavrinningsområde. 